# Ponte dei Sospiri
Il ponte dei Sospiri è un ponte di Venezia costruito nel 1600 e finito nel 1603

## Descrizione e storia
Il ponte dei Sospiri è costruito in pietra d'Istria, stile barocco, e fu realizzato agli inizi del XVII secolo su progetto dell'architetto Antonio Contin, figlio di Bernardino Contin e nipote di Antonio Da Ponte: il costruttore del ponte di Rialto, per ordine del doge Marino Grimani, il cui stemma vi è scolpito.
Questo caratteristico ponte di Venezia, situato a poca distanza da piazza San Marco, scavalca il rio di Palazzo collegando, con un doppio passaggio, il Palazzo Ducale alle Prigioni Nuove. Serviva da passaggio per i reclusi dalle suddette prigioni agli uffici degli Inquisitori di Stato per essere giudicati.
Conosciuto a livello globale, è fotografato dai turisti provenienti da ogni parte del mondo. Gli è stato attribuito questo nome perché la tradizione vuole che, ai tempi della Serenissima, i prigionieri, attraversandolo, sospirassero davanti alla prospettiva di vedere per l'ultima volta il mondo esterno.
L'appellativo di "Ponte dei Sospiri" è attestato già alla fine del Settecento.

## Ponti dei Sospiri nel mondo
Esistono alcune strutture denominate ponte dei Sospiri sia a Cambridge sia a Oxford, in Inghilterra. La prima appartiene al college universitario St. John's, la seconda, che curiosamente richiama in modo più significativo il ponte di Rialto, appartiene al college Hertford. Inoltre, nel distretto di Barranco, a Lima (capitale del Perù), si ammira un "puente de los Suspiros", punto emblematico del quartiere.
Anche a New York ne esiste una copia, o, per meglio dire, una "citazione modernizzata", che serve da collegamento tra due edifici del complesso della Metropolitan Life Insurance Company Tower, grattacielo dichiaratamente ispirato al campanile di San Marco.

## Galleria d'immagini

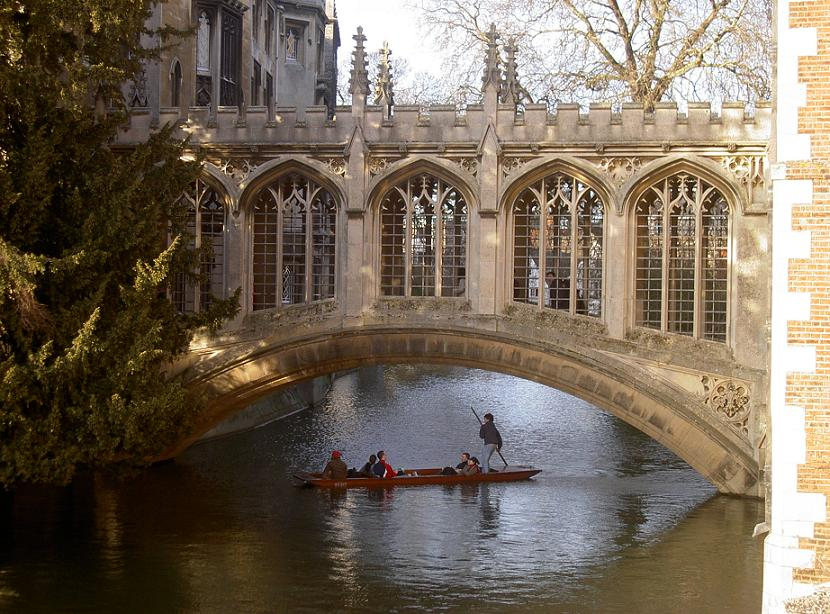
Ponte dei Sospiri di Cambridge
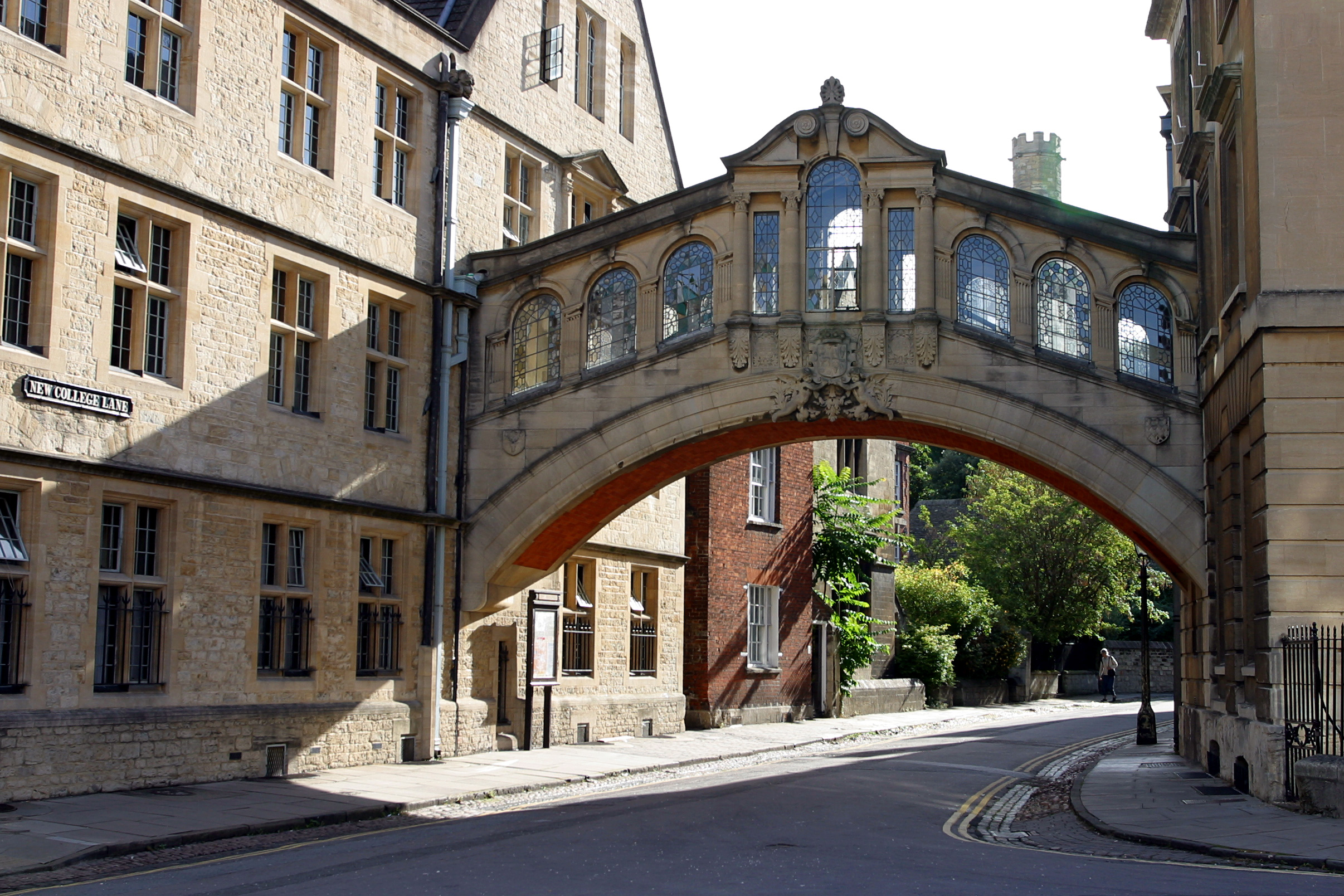
Ponte dei Sospiri di Oxford
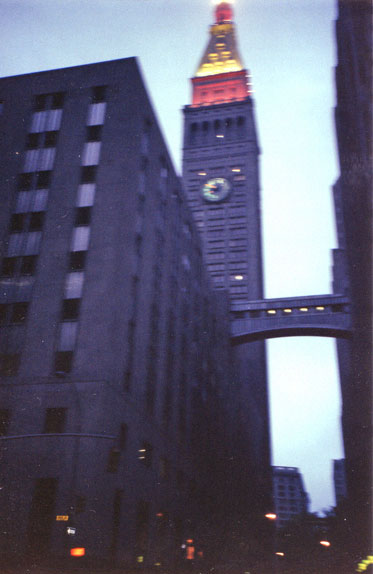
La "citazione modernizzata" del Ponte dei Sospiri a New York